# Genoa Open Challenger 2003
Il Genoa Open Challenger 2003 è stato un torneo di tennis facente parte della categoria ATP Challenger Series nell'ambito dell'ATP Challenger Series 2003. Il torneo si è giocato a Genova in Italia dal 2 al 7 settembre 2003 su campi in terra rossa.

## Vincitori

### Singolare
Óscar Hernández ha battuto in finale  Vincenzo Santopadre con il punteggio di 6–2, 6–2.

### Doppio
Daniele Bracciali /  Vincenzo Santopadre hanno battuto in finale  Daniele Giorgini /  Potito Starace con il punteggio di 6–3, 6–2.